# Frederico Benício de Sousa Costa
Frederico Benício de Sousa Costa (Vila de Boim, 18 de outubro de 1875 — Barcelona, 26 de março de 1948) foi um bispo brasileiro, primeiro prelado de Santarém, segundo bispo do Amazonas.

## Biografia
Nasceu às margens do rio Tapajós, no município de Santarém. Era filho de Marcelino Bahia de Sousa Costa e de Tomásia de Sousa Gonçalves da Costa.
Faleceu na Espanha, aos 73 anos, com fama de santidade. Seu corpo foi sepultado no túmulo dos Carmelitas Descalços, no cemitério de Las Cortes.

## Sucessão
Dom Benício foi o primeiro prelado de Santarém, foi sucedido por  Amando Agostino Bahlmann, OFM.
Dom Frederico Benício foi o segundo bispo do Amazonas, sucedeu a José Lourenço da Costa Aguiar e foi sucedido por João Irineu Joffily.